# Jakub Hanák
Jakub Hanák (Uherské Hradiště, Checoslovaquia, 26 de marzo de 1983) es un deportista checo que compitió en remo.
Participó en dos Juegos Olímpicos de Verano, en los años 2004 y 2008, obteniendo una medalla de plata en Atenas 2004, en la prueba de cuatro scull.
Ganó una medalla de plata en el Campeonato Mundial de Remo de 2003 y una medalla de oro en el Campeonato Europeo de Remo de 2007.

## Palmarés internacional
| Juegos Olímpicos   | Juegos Olímpicos | Juegos Olímpicos | Juegos Olímpicos |
| Año                | Lugar            | Medalla          | Prueba           |
| ------------------ | ---------------- | ---------------- | ---------------- |
| 2004               | Atenas (Grecia)  | Medalla de plata | Cuatro scull     |
| Campeonato Mundial |                  |                  |                  |
| Año                | Lugar            | Medalla          | Prueba           |
| 2003               | Milán (Italia)   | Medalla de plata | Cuatro scull     |
| Campeonato Europeo |                  |                  |                  |
| Año                | Lugar            | Medalla          | Prueba           |
| 2007               | Poznań (Polonia) | Medalla de oro   | Ocho con timonel |